# Stjepan Jukić
Stjepan Jukić (nacido el 10 de diciembre de 1979) es un exfutbolista croata que se desempeñaba como centrocampista.
Jugó para clubes como el Osijek, HNK Šibenik, Lokeren, Sanfrecce Hiroshima y Croatia Sesvete.

## Trayectoria

### Clubes
| Club                    | País    | Año         |
| ----------------------- | ------- | ----------- |
| Osijek                  | Croacia | 1998 - 2002 |
| HNK Šibenik             | Croacia | 2002 - 2003 |
| Osijek                  | Croacia | 2004 - 2005 |
| Lokeren                 | Bélgica | 2005 - 2006 |
| Osijek                  | Croacia | 2006 - 2007 |
| Sanfrecce Hiroshima     | Japón   | 2008        |
| Croatia Sesvete         | Croacia | 2009        |
| Qingdao Jonoon          | China   | 2010        |
| Chongqing Dangdai Lifan | China   | 2011        |
| NK Trnje                | Croacia | 2012        |